# Frank Borzage
Frank Borzage est un acteur et un réalisateur américain né le 23 avril 1893 à Salt Lake City (Utah), mort le 19 juin 1962 à Hollywood (Californie). 

## Biographie
Frank Borzage naît à Salt Lake City, quatrième enfant d'une mère d'origine suisse alémanique et d'un père italien, Luigi Borzaga, qui ont émigré aux États-Unis au début des années 1880, Luigi ne voulant pas être enrôlé dans l'armée autrichienne à la suite de la conclusion de la première Triplice. Dès l'adolescence, il est attiré par le spectacle et travaille dans une mine pour se payer des cours d'art dramatique. De 1906 à 1912, il travaille ainsi comme accessoiriste de théâtre et tient de petits rôles au sein d'une compagnie qui fait des tournées dans sa région,,.
En 1912, il est à Hollywood où il est engagé par Mutual Film toujours comme accessoiriste, puis il joue dans des productions de la Mutual ou de Bison ou encore de Kay-Bee, notamment sous la direction de Thomas H. Ince,.
En 1916, il épouse l'actrice Rena Rogers. 
À partir de 1916, il commence à diriger des films, jusqu'à une quinzaine par an, et renonce à être acteur dès 1918 pour se consacrer entièrement à la réalisation,. Son premier grand succès est Humoresque en 1920,.
En 1927, il réalise L'Heure suprême (Oscar du meilleur réalisateur en 1929), qui ouvre une deuxième période dans sa carrière, avec d'autres œuvres majeures comme La Femme au corbeau, L'Adieu aux armes ou Secrets, et un deuxième oscar en 1932 pour Mauvaise Fille.

## Analyse et influence
Borzage est considéré par certains comme le « représentant le plus caractéristique du mélodrame cinématographique américain », d’après Jean Tulard, avec par exemple L'Heure suprême (« véritable monument du mélodrame muet »), ce qui ne l'empêche pas d'être aussi, selon Henri Agel, « l'un des plus grands peintres de l'amour à l'écran ».
Comme d'autres réalisateurs des années 1920, il subit l'influence de Murnau, dans son attention aux décors, à la lumière,.
Lui-même impressionna beaucoup de réalisateurs dans le monde :
« Frank Borzage est un des plus grands cinéastes américains de tous les temps » a déclaré Samuel Fuller – une opinion partagée par beaucoup de confrères. Josef von Sternberg, pourtant si avare de compliments, admit peu avant de mourir que de tous ceux qui travaillèrent pour Hollywood, Borzage fut « le plus digne de son admiration illimitée ». Sergueï Eisenstein ayant découvert un de ses films à Moscou plaça sans hésiter Borzage aux côtés de Chaplin et Stroheim, « les trois plus grands cinéastes d'Amérique ». Marcel Carné avouait « sa prédilection particulière » pour l'œuvre de ce réalisateur. William K. Howard l'estimait même « plus importante que celle de Fritz Lang et d'Ernst Lubitsch. » La magie borzagienne suscita jadis l'enthousiasme des surréalistes autour d'André Breton et des hommages jusqu'en Chine et au Japon, dans les films d'un Yasujirō Ozu, selon Hervé Dumont.

## Filmographie

### Films muets

#### Courts-Métrages
- 1913 : The Drummer of the 8th
- 1913 : The Battle of Gettysburg
- 1913 : Dead Man's Shoes
- 1913 : Granddad
- 1913 : The Mystery of Yellow Aster Mine
- 1915 : The Pitch o' Chance
- 1916 : The Pride and the Man
- 1916 : Dollars of Dross
- 1916 : Life's Harmony
- 1916 : The Silken Spider
- 1916 : The Code of Honor
- 1916 : Two Bits
- 1916 : A Flickering Light
- 1916 : Unlucky Luke
- 1916 : Jack
- 1916 : The Pilgrim
- 1916 : The Demon of Fear
- 1916 : The Quicksands of Deceit
- 1916 : Nugget Jim's Pardner
- 1916 : That Gal of Burke's
- 1916 : The Courtin' of Calliope Clew
- 1916 : Nell Dale's Men Folks
- 1916 : The Forgotten Prayer
- 1916 : Matchin' Jim

#### Longs Métrages
- 1916 : Land o' Lizards
- 1916 : Immediate Lee
- 1917 : Au pays de l'or (Flying Colors)

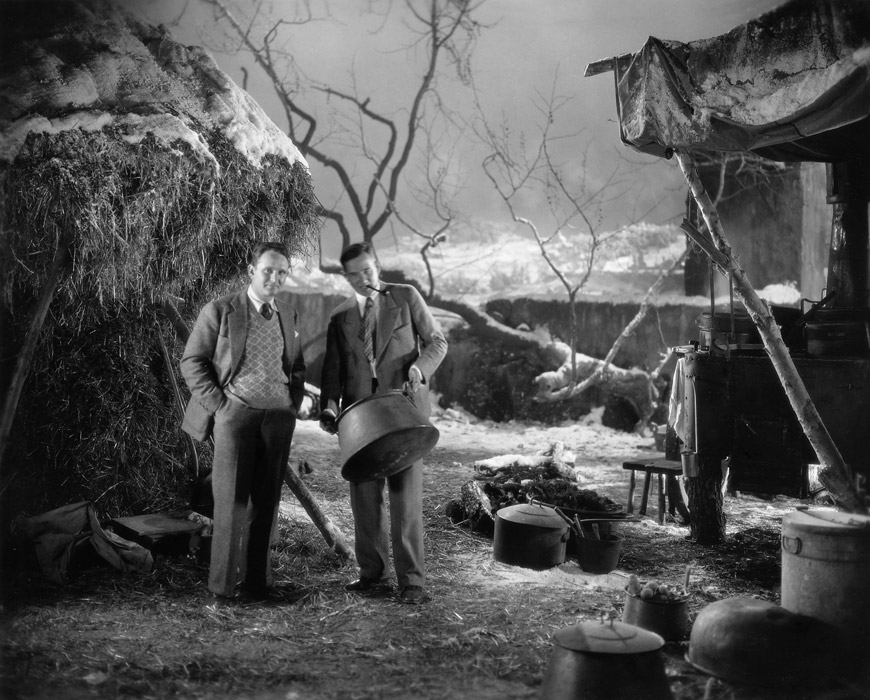
Frank Borzage, à gauche, et son directeur artistique Harry Oliver sur le plateau de L'Heure suprême

- 1917 : Le Piège (Until They Get Me)
- 1918 : La Fille du ranch (The Gun Woman)
- 1918 : The Curse of Iku
- 1918 : Le Premier Pas (The Shoes That Danced)
- 1918 : Innocent's Progress
- 1918 : Society for Sale
- 1918 : Au-dessus des lois (An Honest Man)
- 1918 : Who Is to Blame?
- 1918 : The Ghost Flower
- 1919 : Toton
- 1919 : Ceux que les dieux détruiront (Whom the Gods Would Destroy)
- 1919 : Prudence on Broadway
- 1920 : Humoresque
- 1921 : Get-Rich-Quick Wallingford
- 1921 : The Duke of Chimney Butte
- 1922 : Le Repentir (Back Pay)
- 1922 : Billy Jim
- 1922 : The Good Provider
- 1922 : Le Mystère de la Vallée Blanche (The Valley of Silent Men)
- 1922 : Le Dernier des Don Farel (The Pride of Palomar)
- 1923 : The Nth Commandment
- 1923 : Children of the Dust
- 1923 : The Age of Desire
- 1924 : Secrets
- 1925 : Sa vie (The Lady)
- 1925 : Daddy's Gone A-Hunting
- 1925 : The Circle
- 1925 : Notre héros (Lazybones)
- 1925 : Si les hommes pouvaient (Wages for Wives)
- 1926 : Giboulées conjugales (The First Year)
- 1926 : The Dixie Merchant
- 1926 : Le Diable par la queue (Early to Wed)
- 1926 : Marriage License?
- 1927 : L'Heure suprême (Seventh Heaven)
- 1928 : L'Ange de la rue (Street Angel)
- 1929 : L'Isolé (Lucky Star)
- 1929 : Ils voulaient voir Paris (They Had to See Paris)
- 1929 : La Femme au corbeau (The River)

### Films parlants
- 1930 : La Chanson de mon cœur (Song o' My Heart)
- 1930 : Liliom
- 1931 : Doctors' Wives
- 1931 : Young as You Feel
- 1931 : Bad Girl
- 1932 : After Tomorrow
- 1932 : Jeune Amérique (Young America)
- 1932 : L'Adieu aux armes (A Farewell to Arms)
- 1933 : Secrets
- 1933 : Ceux de la zone (Man's Castle)
- 1934 : Comme les grands (No Greater Glory)
- 1934 : Et demain ? (Little Man, What Now ?)
- 1934 : Mademoiselle Général (Flirtation Walk)
- 1935 : Sur le velours (Living on Velvet)
- 1935 : Bureau des épaves (Stranded)
- 1935 : Amis pour toujours (Shipmates Forever)
- 1936 : Désir (Desire)
- 1936 : Betsy (Hearts Divided)
- 1937 : La Lumière verte (Green Light)
- 1937 : Le destin se joue la nuit (History Is Made at Night)
- 1937 : La Grande Ville (The Big City)
- 1937 : Mannequin
- 1938 : Trois Camarades (Three Comrades)
- 1938 : L'Ensorceleuse (The Shining Hour)
- 1939 : Chirurgiens (Disputed Passage)
- 1940 : Cette femme est mienne (I Take This Woman) (non crédité)
- 1940 : Le Cargo maudit (Strange Cargo)
- 1940 : La Tempête qui tue (The Mortal Storm)
- 1940 : L'Appel des ailes (Flight Command)
- 1941 : Billy the Kid le réfractaire (Billy the Kid)
- 1941 : Chagrins d'amour (Smilin' Through)
- 1942 : Au temps des tulipes (The Vanishing Virginian)
- 1942 : Sept Amoureuses (Seven Sweethearts)
- 1943 : Le Cabaret des étoiles (Stage Door Canteen)
- 1943 : La Sœur de son valet (His Butler's Sister)
- 1944 : Voyage sans retour (Till we meet again)
- 1945 : Pavillon noir (The Spanish Main)
- 1946 : Je vous ai toujours aimé (I've Always Loved You)
- 1946 : L'Impératrice magnifique (Magnificent doll)
- 1947 : Le Bébé de mon mari (That's My Man)
- 1948 : Le Fils du pendu (Moonrise)
- 1958 : China Doll
- 1959 : Simon le pêcheur (The Big Fisherman)
- 1961 : L'Atlantide

### Comme acteur
- 1912 : On Secret Service de Walter Edwards
- 1912 : Blood Will Tell de Thomas H. Ince
- 1912 : When Lee Surrenders de Thomas H. Ince
- 1913 : Days of '49 de Thomas H. Ince
- 1913 : Granddad de Thomas H. Ince : le père de Mildred
- 1913 : The Mystery of Yellow Aster Mine de lui-même
- 1913 : Loaded Dice de Burton L. King
- 1913 : Le Désastre (The Battle of Gettysburg) de Thomas H. Ince et Charles Giblyn
- 1913 : A Foreign Spy de Wallace Reid
- 1913 : Retribution de Wallace Reid et Willis Robards
- 1913 : A Hopi Legend de Wallace Reid
- 1913 : The Pride of the Southde Burton L. King
- 1913 : The Drummer of the 8th de Thomas H. Ince : Jack Durand
- 1914 : The Wheel of Life de Wallace Reid
- 1914 : A Flash in the Dark de Wallace Reid
- 1914 : Love's Western Flight de Wallace Reid
- 1914 : La Colère des Dieux (The Wrath of the Gods) de Reginald Barker
- 1914 : A Relic of Old Japan de Thomas H. Ince et Reginald Barker : Jim Wendell
- 1914 : Stacked Cards de Thomas H. Ince et Scott Sidney
- 1914 : L'Honneur japonais (The Typhoon) de Reginald Barker
- 1914 : In the Sage Brush Country de William S. Hart :
- 1915 : Knight of the Trails de William S. Hart : Bill Carey
- 1915 : Aloha Oe de Richard Stanton et Charles Swickard
- 1915 : The Cup of Life de Thomas H. Ince et Raymond B. West : Dick Ralston
- 1917 : La Petite Châtelaine (Wee Lady Betty) de Charles Miller : Roger O'Reilly

### Comme scénariste
- 1916 : Enchantment de Carl M. Leviness
- 1916 : The Pride and the Man de lui-même
- 1916 : Dollars of Dross de lui-même

## Acteurs et actrices fétiches
- Charles Farrell
- Janet Gaynor
- Margaret Sullavan

## Récompenses et distinctions
- Oscars 1929 : Oscar du meilleur réalisateur pour L'Heure suprême
- Oscars 1932 : Oscar du meilleur réalisateur pour Bad Girl
- 1962 : Lifetime Achievement Award décerné par la Directors Guild of America